# Beiji (Chine)
Pour les articles homonymes, voir Beiji (homonymie).
Ne doit pas être confondu avec Beijing, nom chinois de Pékin, capitale de la Chine.
Le village de Beiji (chinois simplifié : 北极村 ; chinois traditionnel : 北極村 ; pinyin : Běijí cūn ; litt. « village polaire »), auparavant connu sous le nom du village de Mohe (chinois simplifié : 漠河村 ; pinyin : Mòhé cūn) est un village chinois situé dans la ville de Beiji (zh), dans le Xian de Mohe, dans la province du Heilongjiang, connue pour être la ville la plus au nord de la Chine, même si en fait, le record est détenu par le village de Beihong, légèrement plus au nord. Reconnu pour l'observation d'aurores boréales, on y retrouve l'avant-poste chinois Premier avant-poste arctique (chinois simplifié : 北方第一哨 ; pinyin : Běifāng dì yī shào).

## Toponymie
Le nom du village, Beiji, fait référence au fait qu'il agit en quelque sorte comme le pôle Nord de la Chine.

## Géographie

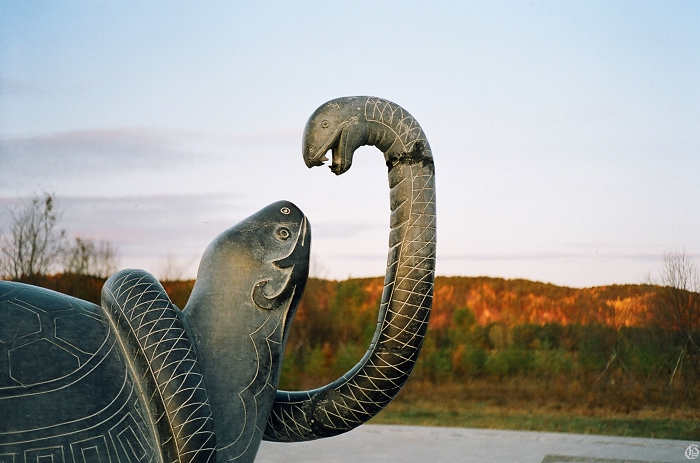
Sculpture dans le village.

### Topographie
Le village de Beiji fait face à l'Amour (appelé en chinois Heilong, d'où le nom de la province), fleuve séparant la Russie de la Chine. Revendiqué comme étant le village le plus au nord de la Chine, Beiji ne l'est pourtant pas. Le titre revient au village de Beihong situé un peu plus à l'est. Le village de Beihong a aussi la réputation d'être un lieu touristique, mais est moins populaire que Beiji. Le point le plus au nord du pays est situé à 61 km de Beiji, au banc de Wusuli (chinois simplifié : 乌苏里浅滩 ; pinyin : Wūsūlǐ Qiǎntān), dans le village de Tuqiang (zh). Il est situé au pied du mont des Sept étoiles (chinois simplifié : 七星山 ; pinyin : Qīxīng shān), dans la chaîne montagneuse du Grand Khingan,. Situé à une hauteur de 508 mètres, l'aéroport le plus proche est l'aéroport de Gulian Mohe (en), situé à environ 60 km du village. Sur une superficie de 16 km2, 8,77 km2 sont des terres arables.

### Climat
Puisqu'il est situé à une latitude proche du cercle polaire, on peut y voir des soleils de minuit pendant l'été, alors que l'hiver, il y a plusieurs jours sans soleil. Sa position géographie fait aussi que l'été ne dure que la moitié d'un mois. On peut aussi y voir des aurores boréales. La température moyenne hivernale est de -30 ℃, mais peut atteindre -50 ℃, tandis que la moyenne de l'été se situe aux alentours de 30 ℃. En 2016, le conseil municipal déclare le jour du solstice d'été, la journée des aurores, ce qui provoque une controverse concernant lesdits aurores. Même si la région de Mohe est l'endroit avec le plus de probabilités pour observer les aurores boréales, il y avait beaucoup moins de chances d'en observer que dans les vraies régions polaires comme l'Alaska ou le Yukon. Selon un rapport sur les aurores de la Space Weather Prediction Center des États-Unis, les aurores ne pouvaient être observées à Mohe que quatre fois en onze ans. De sa fondation en 1957 jusqu'en 2010, la station météorologique de Mohe n'avait rapporté que 58 observations d'aurores boréales. Il est aussi montré que la journée choisie pour le festival n'était pas une journée avec plus de chances d'en observer, les probabilités étant les mêmes à longueur d'année. Beiji est plutôt nuageux et a peu de précipitations.

## Histoire

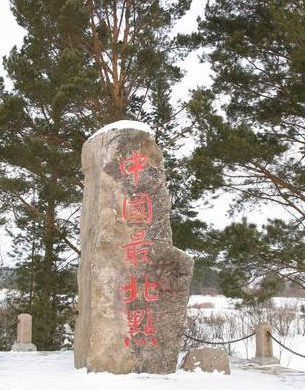
Stèle à l'entrée du village.

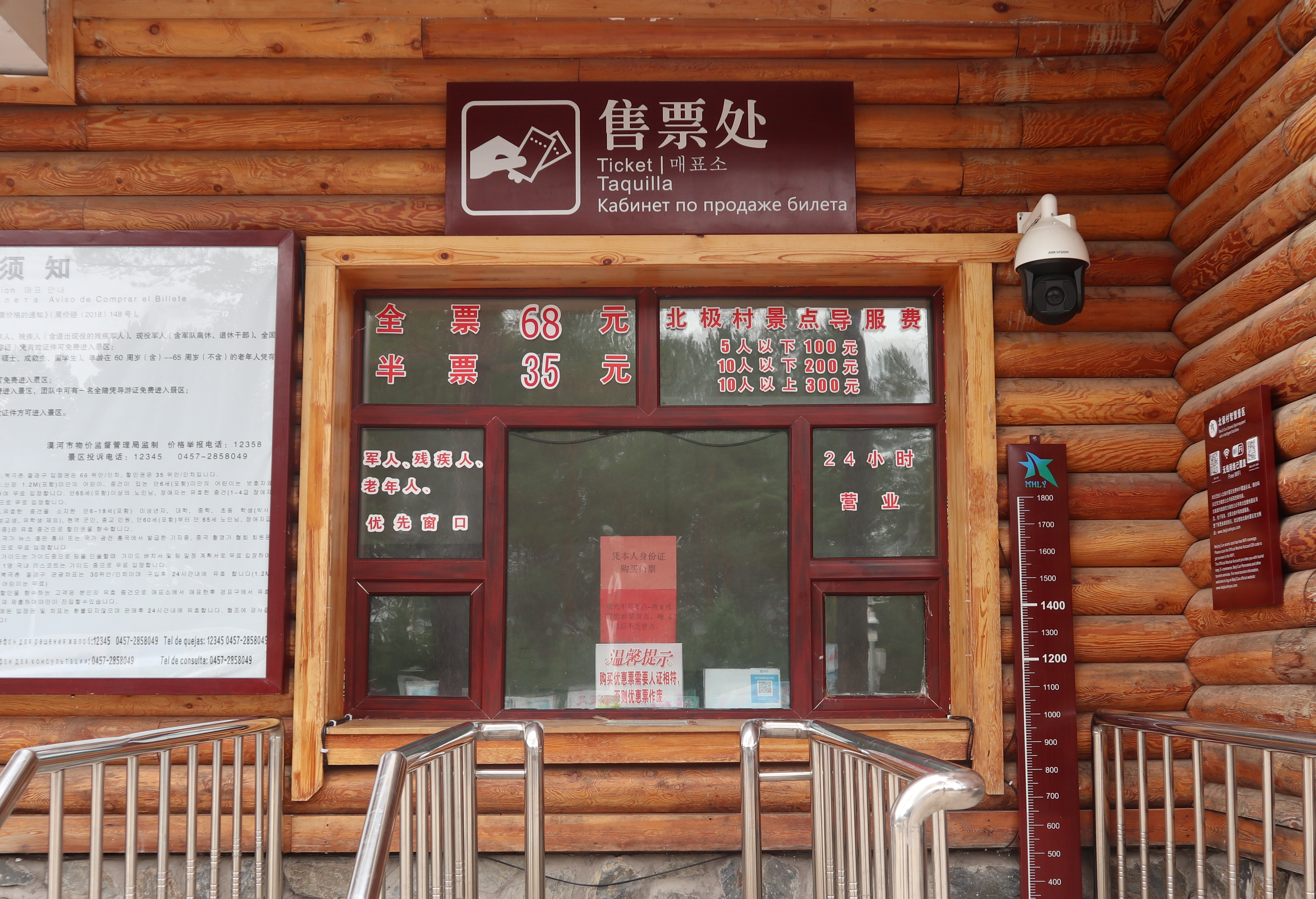
Bureau de poste de Beiji.

Des traces de vie humaine y sont répertoriées aussi tôt que 1860, la dixième année du règne de l'empereur Xianfeng. En 1888, Li Jinho (李金鏞), de la préfecture de Jilin, s'établit à Beiji et y ouvre une mine. C'est la fièvre de l'or à Mohe (l'ancien nom de Beiji) et beaucoup de gens y déménagent. En 1981, Beiji était sous la juridiction du district de Mohe, mais est aujourd'hui administré par lui-même.
En 1997, la ville de Mohe désigne le village comme étant la Zone touristique de paysage de Beiji. Chaque année y est organisé le festival des aurores de Mohe. En 2008, lors de la 18e édition du festival, plus de 20 000 touristes russes et de Hong Kong étaient venus visiter. En 2003, le village est nommé attraction touristique AAA, et en 2005, est nommé village touristique national,.

## Démographie
La région est peu peuplée. Dans un rayon de 7 km autour du village, il y avait 346 habitants en date de 2016. La ville de Beiji a cependant une population de 3 000 habitants.